# Naked As We Came
Naked As We Came è un film del 2012 diretto da Richard LeMay.

## Trama
I fratelli newyorkesi Laura e Elliot apprendono la notizia dell'imminente morte di loro madre Lilly, malata terminale di cancro, e corrono al suo capezzale. Giunti a casa della madre, essi scoprono che la donna ospita Ted, attraente "groundskeeper" molto più giovane di lei. Sospettosi della sua presenza, i ragazzi vogliono che il giovane se ne vada via ma Lilly vuole invece che resti accanto a lei fino alla fine. Alla morte della donna, Elliot scoprirà che i motivi per cui Ted è stato accanto a Lilly non sono puramente altruistici.

## Riconoscimenti
- 2012 - Cinema Diverse
  - Premio del pubblico
- 2012 - Long Island Gay and Lesbian Film Festival
  - Premio del pubblico